# Tatú
Altino Marcondes (16 lipca 1898 – 25 maja 1932) – piłkarz brazylijski znany jako Tatú, napastnik.
Urodzony w Taubaté Tatú karierę piłkarską rozpoczął w 1916 roku w miejscowym klubie EC Taubaté. W 1920 roku przeniósł się do Corinthians Paulista.
Jako gracz klubu Corinthians był w kadrze reprezentacji podczas turnieju Copa América 1922, gdzie Brazylia zdobyła mistrzostwo Ameryki Południowej. Tatú zagrał we wszystkich pięciu meczach – z Chile (zdobył bramkę), Paragwajem, Urugwajem, Argentyną i w decydującym o mistrzostwie barażu z Paragwajem.
Razem z klubem Corinthians Tatú trzykrotnie zdobył mistrzostwo stanu São Paulo – w 1922, 1923 i 1924.
W 1926 roku Tatú przeniósł się do klubu CR Vasco da Gama, w którym grał do 1928 roku. Następnie przez 2 lata występował w klubie Aliança (stan Espírito Santo), po czym w 1930 roku został graczem klubu Portuguesa São Paulo.